# Константинов, Даниил Ильич
Даниил Ильич Константинов (род. 5 февраля 1984) — российский оппозиционный политический деятель, юрист, правозащитник. Лидер гражданского движения «Лига обороны Москвы». Член оргкомитета митингов «За честные выборы». В прошлом активист движения «Народ», лидер движения «Смена», член партии «Справедливая Россия». С 2012 года — член Координационного совета российской оппозиции.

## Биография
Родился в Ленинграде в семье впоследствии известного политика Ильи Константинова. В 1992 году семья переехала в Москву. Закончил РГСУ, получил диплом юриста. Учился в аспирантуре, преподавал. Женат.

## Политическая деятельность

### Первые шаги
Принимать участие в жизни общества Даниил начал ещё в студенческие годы. В 2004 году он возглавил инициативную группу жителей Останкинского района, боровшихся против уплотнительной застройки.
В 2005 году вместе с соратниками и друзьями организовал оргкомитет по созданию общественно-политической партии «Смена». Тогда же в 2005 году участвовал в выборах в Государственную Думу в качестве самовыдвиженца.
2006—2007 гг.: главный редактор журнала «Страна и общество»; корреспондент информационного агентства Regnum.ru, сайта «Открытое Письмо Власти»; организатор и руководитель Центра поддержки некоммерческих организаций. В начале 2007 года занимался объединением оппозиционных сил под эгидой «Народного фронта». Летом 2007 года присоединился к движению «Народ» (Алексей Навальный, Пётр Милосердов, Сергей Гуляев, Захар Прилепин и др.) Осенью 2007 года вошёл в рабочую группу по разработке законопроекта «О прогрессивном налогообложении».
С ноября 2007 года до 2008 года состоял в партии «Справедливая Россия». Являлся руководителем молодёжного крыла партия «Справедливая Россия» в СВАО.
22 апреля 2008 года провёл конференцию в Высшей школе экономики «Будущее России. Перспективы развития», посвящённую итогам президентских выборов в России и их возможным социально-экономическим и политическим последствиям.
В 2011 году Константинов-младший представлял интересы Эдуарда Лимонова в суде в деле по отказу в регистрации партии «Другая Россия». В мае того же года с группой молодых активистов издал манифест о намерении возродить Фронт национального спасения с целью максимально широкой консолидации российской оппозиции.

### Попытки консолидации оппозиции
Весной 2011 года Даниил активизировал своё сотрудничество с национал-демократическими организациями «Русский гражданский союз» и «Русское общественное движение». В рамках этой совместной деятельности появилось возглавленное Константиновым движение «Лига обороны Москвы», целью создания которого было заявлено появление открытой для всех желающих площадки для отстаивания злободневных для москвичей вопросов. Три вышеназванных движения провели несколько получивших огласку акций против государственной бюджетной политики и этнопреступности и осенью 2011 года стали ядром, вокруг которого сформировалась «Русская платформа» — широкая коалиция национал-демократических и консервативных оппозиционных организаций (давшая позднее начало Национально-демократической партии философа Константина Крылова и партии «Новая сила» историка Валерия Соловья). Даниил в ходе этого процесса активно призывал соратников по коалиции не останавливаться на достигнутом и развивать контакты с другими оппозиционными партиями и движениями.

### Участие в массовых протестах 2011—2012 года. Предположительные намёки на перспективу фальсификации уголовного дела
Когда в декабре 2011 года в России начались массовые протесты против объявленных ЦИКом результатов выборов в Госдуму, «Русская платформа» в целом и «Лига обороны Москвы» в частности приняли в них активное участие. Сам Константинов ещё на первом московском шествии 5 декабря был задержан полицией вместе с другими активистами и доставлен в ОВД «Тверское» для составления административного протокола за участие в не санкционированном властями мероприятии. Находясь в камере предварительного заключения, он был выведен из неё ночью без объяснения причин и отсутствовал приблизительно в течение получаса. Как позднее стало известно со слов Даниила, он был вызван на беседу с неизвестным, представившимся сотрудником Центра «Э» (Главного управления по противодействию экстремизму). По словам Даниила, этот неизвестный расспрашивал его о соратниках по коалиции и пытался завербовать в качестве своего осведомителя; за решительным отказом политика на последнее предложение в его адрес последовали угрозы «закатать в асфальт» и «самопрезентация» неизвестного в виде фразы «Там, где я — там трупы и большие сроки».
Отпущенный из полиции наутро после митинга, Константинов, сообщив нескольким соратникам об имевшей место беседе, продолжил протестную деятельность, заняв место секретаря оргкомитета «За честные выборы». В частности, находясь на этом посту, он предложил коллегам по оппозиционному движению заключить пакт о поддержке друг друга в случае начала преследований кого-либо из активистов со стороны власти, вне зависимости от взглядов.

## Уголовное преследование

### Арест и предъявление обвинения
22 марта 2012 года Даниил Константинов был задержан у себя в квартире. Ему было предъявлено обвинение в убийстве некоего Темникова А. Н., совершённом 3 декабря 2011 года у станции Московского метрополитена «Улица Академика Янгеля».
После предъявления обвинения Константинов заявил о наличии алиби и что дело инспирировано сотрудниками Центра Э после его отказа от сотрудничества. Позднее из постановления по ведению уголовного дела следственной группой от 5 марта 2012 г. и от 4 апреля 2012 г. стало известно, что оперативное сопровождение расследования уголовного дела в отношении Даниила Константинова осуществляет ГУПЭ МВД РФ (Фед. Центр «Э») и управление ФСБ РФ.

### Судебный процесс
В ходе судебного процесса по делу № 1-320/2014 обвинение против Даниила Константинова строилось на основе показаний Алексея Софронова — знакомого погибшего, находившегося вместе с ним в тот роковой вечер. Он является единственным свидетелем, прямо указавшим на Даниила как на убийцу Темникова. Защита подвергла сомнению показания Софронова, заявив о наличии у него неоднократных судимостей за совершение краж и о существенных расхождениях в его показаниях, данных в разное время. Также адвокаты Константинова вызвали в суд пятерых подтверждающих его алиби свидетелей (3 декабря — день рождения матери Константинова; по его словам, в тот вечер они устроили празднество в ресторане), чьи показания были подкреплены данными полиграфа («детектора лжи»), чеками и фото из ресторана.
В декабре 2013 года вместо ожидавшегося приговора судья отправила дело на пересмотр. В качестве новой даты оглашения приговора названо 16 октября 2014 года.
16 октября в Чертановском суде Москвы был оглашён приговор, согласно которому Константинов признан виновным не в убийстве, а в хулиганстве, приговорён к 3 годам колонии, но амнистирован в честь юбилея Конституции РФ.

### Заявление о пытках
По словам адвоката Константинова Валерия Шкреда, перед оглашением приговора его подзащитный был подвергнут пыткам: ему угрожали, заставили раздеться догола и стали применять электрошокер, после чего Даниил потерял сознание. Как только он очнулся, ему разрешили одеться и поместили в камеру. В ответ на требования Константинова освободить его и прекратить издевательства, сотрудники полиции схватили Даниила за руки и поставили на «растяжку» с наручниками. В таком положении он просидел около двух часов до заседания и потом после — ещё четыре часа. 
Согласно комментарию адвоката, данному после заседания, Константинов до сих пор находится в шоковом состоянии и испытывает сильную физическую боль:
«После того как Даниила доставили в СИЗО, там ему зафиксировали следы побоев. Я не читал медицинское заключение, но я видел на его теле следы от наручников, синяки на правой руке и покраснение на животе от применения электрошокера. Мы считаем, что не было необходимости как применения физической силы, так и прибытия группы немедленного реагирования Мосгорсуда».

### Последнее слово Константинова
В России сформировано полицейское государство. И государство это основывается на страхе и подчинении. Свободная человеческая личность, исповедующая собственные взгляды и идеи, чужда полицейскому государству. Ей здесь не место.
Я не подпадаю ни под один из типов людей, удобных для полицейского государства. Я не работаю в системе, я отказался от вербовки Центром по противодействию экстремизму. Я не хочу бежать отсюда, я хочу продолжать бороться здесь, в этой стране, за наши права. Я не признаю игр и манипуляций, когда власть заставляет сталкиваться нас между собой и не замечать наших общих интересов. И наконец, я не люблю подчиняться. Я считаю, что человеческая личность имеет право на свободное развитие, особенно в современном мире. Все эти факты в совокупности, на фоне нарастающих политических тенденций, выраженных в массовых акциях протеста, очевидном политическом кризисе 2011—2012 годов, привели к тому, что именно Даниил Константинов, как наименее удобный из всех представитель оппозиции, был обвинён в таком тяжёлом преступлении.
Вы спросите меня: ну, а остальные? Почему именно я? Ну, во-первых, у остальных не всё так складно. И здесь, в этом зале, есть люди, осуждённые по политическим статьям, такие как Константин Крылов. Мы знаем многих из тех, кого сейчас преследуют по самым разным составам, — от Алексея Навального до Сергея Удальцова. Что касается остальных, то лучше спросите у них, почему они ещё не в тюрьме. Есть много тех, которые позиционируют себя как радикальные революционеры, которые выдвигают радикальные лозунги, но за этим ничего не следует. И здесь есть над чем задуматься.

### Приговор и отъезд из России
16 октября 2014 года Чертановский суд Москвы переквалифицировал обвинение Константинову с убийства на хулиганство и приговорил его к трём годам колонии. В тот же день Даниил был амнистирован и освобождён в зале суда. 
После освобождения лидер националистической организации «Лига обороны Москвы», опасаясь преследования со стороны Центра по борьбе с экстремизмом, был вынужден вместе с супругой выехать из России, направившись в Таиланд, в который не нужна была виза, а затем перебрался через Грузию в Литву.

## Эмиграция

### Статус после уголовного преследования
В 2015 году получил статус беженца в Литовской Республике. Проживает в Вильнюсе с семьёй.

### Политическая деятельность
Создал Русское Европейское движение — организацию, объединяющую российских политических эмигрантов и беженцев. Является постоянным участником Форумов Свободной России.
На Пятом Форуме Свободной России весной 2018 года был избран в Постоянный комитет Форума Свободной России вместе с Гарри Каспаровым, Иваном Тютриным, Леонидом Невзлиным, Владимиром Ашурковым и другими.
18 октября 2024 года признан иноагентом.

### Доклады и статьи
«Политические заключённые в современной России: краткий обзор и общие методические рекомендации»

## Общественная реакция на судебное преследование

### Признание политзаключённым
Даниил Константинов признан политическим заключённым по версии правозащитного общества «Мемориал». Он является единственным националистом, которого центр Мемориал считает политзаключённым.

### Общественная кампания в защиту Константинова
В поддержку Даниила выступили депутаты Госдумы, а также направили депутатские запросы Дмитрий Гудков, Илья Пономарёв, А. Е. Хинштейн, Д. Горовцов, оппозиционеры Сергей Удальцов, Сергей Бабурин, Владимир Милов, Борис Немцов.
Лидеры оппозиции написали коллективное письмо Юрию Чайке с требованием «взять под контроль ход расследования дела Константинова Даниила Ильича и обеспечить объективное и непредвзятое рассмотрение всех обстоятельств этого дела». Подписали письмо Сергей Бабурин, Дмитрий Гудков, Гарри Каспаров, Константин Крылов, Эдуард Лимонов, Владимир Милов, Борис Немцов, Валерий Соловей, Владимир Тор, Егор Холмогоров, Надежда Шалимова, Ростислав Антонов.
Юлия Латынина считает, что дело Д. И. Константинова — это политическое преследование по сфабрикованному уголовному обвинению.

### Вопрос на пресс-конференции Путина
19 декабря 2013 года в ходе пресс-конференции Владимир Путин ответил на вопрос корреспондента Znak.com Екатерины Винокуровой, которая интересовалась мнением главы государства по поводу репрессивного характера судебной системы России:

Сейчас оправдательных приговоров меньше 1 % — это меньше, чем при Сталине. Отвечая на похожий вопрос, вы говорили, что, значит, хорошо работает следствие. Но это не так, достаточно посмотреть на процессы по тому же Болотному делу, делу Аксаны Пановой, Даниила Константинова. Свидетели путаются в показаниях, часто обвинения держатся на показаниях одного человека, против которого выступают десять свидетелей защиты.

Путин ответил:

Согласен с вами в том, что нам надо добиваться чистоты решений судов, приговоров, улучшения качества работы предварительного следствия, судебного следствия. Всё это нужно делать. 
Но я вас хочу заверить, что на самом деле это проблема не только нашей страны. Везде есть судебные ошибки, какие-то небрежности в работе следственных аппаратов и дознания и судебных органов. Но вместе над этим надо работать, в том числе и благодаря прессе. Я тоже говорю об этом совершенно серьёзно, без иронии, всяких шуток.
Мы зачастую сталкиваемся с недобросовестностью и какой-то некачественной работой. Такое бывает. И, конечно, мы должны на это реагировать и постараемся это делать. 
Но хочу обратить ваше внимание на то, что решения по амнистии как раз связаны с тем, чтобы закрыть эту тему, перевернуть её. И сделать всё возможное в движении вперёд, причём вместе и с представителями гражданского общества, и с правоохранительной системой, и с государственной, и властями другого направления.

### Даниил Константинов в культуре
- 7 апреля 2014 года в кинотеатре «Факел» прошла премьера фильма Алексея Дыховичного «Фальсификация. Процесс Даниила Константинова», или просто «Фальсификация»[24]. Премьера прошла в Центре Сахарова.
- Выставка «Рисуем суд!», работа «Суд нечестивых» художника Виктора Корба[25]
- 26 августа 2013 в 14 часов художник Алек Петук провёл тихую акцию «Искусство созерцания природы» на судебном заседании по делу политзаключённого Даниила Константинов[26]

Комментарий Антона Николаева:
Фильм подробно рассказывают про фабрикацию дела против политзека Даниила Константинова. Если бы не тупорылость и мстительность отечественной гебухи, у Русской Весны был бы ещё один активист
Комментарий Владимира Рыжкова:
Ещё одно на 100 % сфальсифицированное дело.
Цитата Алексея Дыховичного:
Если уж совсем коротко, то это фильм о вопиющей несправедливости по отношению к отдельно взятому человеку. Несправедливость эта показана в фильме наглядно и документально. Сегодня такой уровень несправедливости уникален даже для нашего правосудия, но, то ли ещё будет. Как известно, страшно лишь только в первый раз.
Если российская фемида сделает и этот шаг в сторону осуждения невиновного, то завтра любой может быть схвачен и посажен в тюрьму по первому попавшемуся обвинению, и никакие доказательства невиновности ему не помогут. Как говорят все специалисты, с которыми мне довелось поговорить, пока ещё такого не происходит, но дело Константинова может стать Рубиконом.
Комментарий Романа Доброхотова:
Раньше сомневался по поводу дела Данилы Константинова, не вникал, но посмотрел видео — и сомнений никаких не осталось. Я, конечно, не поддерживаю национализм ни в каком виде, но когда из вполне умеренного националиста пытаются сделать убийцу за отказ быть стукачом у центра «Э» — это уже перебор даже для России.
Комментарий Ильи Яшина:
Посмотрите документальный фильм об уголовном деле Даниила Константинова. Парня 2 года держат в тюрьме по ложному обвинению в убийстве, несмотря на его железное алиби. Просто гнобят за решёткой.